# GMU (アイドルグループ)
GMU（ジーエムユー、グルメミュージックユニット）は、青森県を拠点に活動している日本の女性アイドルグループである。

## 概要
青森の「食」を応援する地域活性化アイドルというテーマで、2015年12月に結成。
「食育」「音育」をスローガンに県産の食材や青森の風景をテーマにした楽曲とダンスで青森県の魅力を多方面から発信。
2019年5月に青森市長小野寺晃彦より青森市観光大使を委嘱。

## 来歴
- 2015年10月 1stシングル 「クリスタル☆スマイル」リリース
- 2016年2月 2ndシングル「GMU★Rock'n'Roll」リリース （北の綿雪CMソング）
- 2016年3月 3rdシングル「蒼い空から...」リリース
- 2016年6月 4thシングル「水色ゴールテープ」リリース （サテライト六戸CMソング）
- 2016年12月 5thシングル「うまい森 青いもり」リリース （東奥日報 うまい森 青いもりフェアテーマソング）
- 2017年7月 6thシングル「夢ミルモノヨ」リリース （全国都道府県対抗eスポーツ選手権2019 IBARAKI ウイニングイレブン 青森県代表決定戦 テーマソング）
- 2018年7月 7thシングル「君はシンフォニー」リリース （カーサルーンビックCMソング）
- 2018年11月 8thシングル「Cassis in Love」リリース（あおもりカシス応援イメージソング）
- 2019年3月 「キミだけにI Love You」リリース （坂本養鶏お客様感謝キャンペーンソング）
- 2019年10月 9thシングル「Change the World」リリース （スポーツコミッション青森公認スポーツ応援ソング、青森県E-スポーツ協会公式テーマソング）
- 2021年6月に10th single「Let's Get Loud」リリース（青森ねぶた祭応援ソング）
- 2022年2月に11th single「ハッとしたんだ」リリース
- 2022年7月に12th single「潮風が吹くむつ湾で」リリース（むつ湾フォーラム応援ソング）[1]

## メンバー
| 名前       | 生年月日（年齢）      | 出身地 | カラー       | 担当食材           | 加入期 |
| ---------- | --------------------- | ------ | ------------ | ------------------ | ------ |
| 堀川あい   | 2002年4月4日（22歳）  | 青森市 | ブルー       | あおもりカシス     | 5期    |
| 木村莉奈   | 2005年4月8日（19歳）  | 黒石市 | オレンジ     | GMU米たまご        | 5期    |
| 鳴海ルナ   | 2009年3月3日（16歳）  | 弘前市 | 赤           | 青森トマト         | 6期    |
| 武田羽瑠   | 2005年5月5日（19歳）  | 青森市 | 緑色         | 青森のお米         | 8期    |
| 白石りおん | 2008年4月18日（16歳） | 青森市 | 紫           | 青森のスチューベン | 9期    |
| 奥崎このは | 2009年12月3日（15歳） | 青森市 | ライトピンク | 青森ホタテ         | 9期    |

## 作品

### シングル
1. クリスタル☆スマイル（2015年10月13日）
2. GMU★Rock'n'roll（2016年1月25日）
3. 蒼い空から...（2016年3月5日）
4. 水色ゴールテープ（2016年6月6日）
5. うまい森 青いもり（2016年11月27日）
6. 夢ミルモノヨ（2017年7月3日）
7. 君はシンフォニー（2018年4月11日）
8. Cassis in Love（2018年11月20日）
9. Change the World（2019年11月13日）
10. Let's Get Loud（2021年5月1日）
11. ハッとしたんだ（2022年2月20日）
12. 潮風が吹くむつ湾で（2022年7月18日）

- 全曲Apple Music、iTunes Store、Amazon MUSICなどで配信。
- 全曲カラオケJOYSOUNDで配信[2]。

### アルバム
1. Best 2017（2017年12月1日）

## 出演
主なもの
- 2015年12月 ATV青森テレビの夕方ワイド番組「わっち!!」でデビュー
- 2016年2月 エフエム青森「おきゃんてい〜Party」
- 2017年1月 東奥日報新春号 AR広告掲載
- 2017年 ATV青森テレビ「わっち!! 新春スペシャル」
- 2017年1月 北の綿雪社 CM2本出演「嶽のきみ」「北の綿雪」
- 2018年1月 東奥日報新春号 AR広告掲載
- 2018年6月 愛踊祭 東北エリア決定戦
- 2018年7月 FM青森「小野寺あきひこのスクラム!」
- 2018年8月 東奥日報 青森県町村会観光タブロイド特集号掲載
- 2018年10月 ABA青森朝日放送主催「ふるさと自慢わがまちCM大賞」青森市CM
- 2018年12月 カーサルーンビック社 CM出演
- 2019年1月 ABA青森朝日放送「ABA天気」お天気フィラー
- 2019年1月 東京ドーム「ふるさと祭り東京 青森ナイト」
- 2019年3月 坂本養鶏とのコラボレーション「GMUたまご」発売
- 2019年4月 サテライト六戸社 CM出演
- 2019年5月 環境省・日本財団 「海ごみゼロウィーク」CM出演
- 2019年7月 ATV青森テレビ「ジンコちゃんサイダー」CM出演
- 2020年1月 東京ドーム「ふるさと祭り東京 青森ナイト」
- 2020年1月 エフエム青森 「小野寺あきひこのスクラム！ in サードプレイス」

### テレビ
- わっち!! (2015年12月 、ATV青森テレビ)

### ラジオ
- るりちょbitナイト (2016年12月29日 、RABラジオ)
- 小野寺あきひこのスクラム！(2018年7月22日 、エフエム青森)